# Víctor de la Parte
Víctor de la Parte González (Vitoria, 22 giugno 1986) è un ex ciclista su strada spagnolo, professionista dal 2011 al 2025.

## Palmarès
- 2010 (Caja Rural Amateurs)

Aiztondo Klasica
Classifica generale Vuelta a Navarra
7ª tappa Circuito Montañés (Potes > Santander)
2ª tappa, 2ª semitappa Vuelta a Salamanca (cronometro)
Classifica generale Vuelta a Salamanca
- 2012 (SP Tableware Cycling Team, tre vittorie)

8ª tappa Giro di Romania (Râmnicu Vâlcea > Pasul Urdele)
1ª tappa Sibiu Cycling Tour (Sibiu > Păltiniș)
Classifica generale Sibiu Cycling Tour
- 2013 (SP Tableware, due vittorie)

5ª tappa Tour d'Algérie (Mila > Costantina)
Classifica generale Tour d'Algérie
- 2014 (Efapel - Glassdrive, due vittorie)

Prologo GP de Torres Vedras-Troféu Joaquim Agostinho (Torres Vedras, cronometro)
Prologo Volta a Portugal (Fafe, cronometro)
- 2015 (Team Vorarlberg, cinque vittorie)

Classifica generale Flèche du Sud
1ª tappa Oberösterreichrundfahrt (Linz Hauptplatz > Pöstlingberg-Schlößl, cronometro)
4ª tappa Österreich-Rundfahrt (Stift Rein/Gratwein > Drobatsch)
6ª tappa Österreich-Rundfahrt (Lienz > Kitzbüheler Horn)
Classifica generale Österreich-Rundfahrt

### Altri successi
- 2012 (SP Tableware Cycling Team)

Classifica a punti Sibiu Cycling Tour
Classifica scalatori Sibiu Cycling Tour

## Piazzamenti

### Grandi Giri
- Giro d'Italia

2017: 56º
2018: 39º
2019: 21º
2020: 34º
- Tour de France

2021: 72º
- Vuelta a España

2019: ritirato (6ª tappa)

### Classiche monumento
- Milano-Sanremo

2016: 125º
2018: 123º
- Giro di Lombardia

2016: 52º
2017: 68º
2019: 47º
2022: 79º

### Competizioni mondiali
- Campionati del mondo

Doha 2016 - Cronosquadre: 13º

### Competizioni europee
- Campionati europei

Herning 2017 - Cronometro Elite: 21º
Herning 2017 - In linea Elite: 45º
Glasgow 2018 - Cronometro Elite: 30º
Glasgow 2018 - In linea Elite: ritirato
Drenthe 2023 - In linea Elite: 83º